# Anisomorphini
Az Anisomorphini a rovarok (Insecta) osztályának a botsáskák (Phasmatodea) rendjéhez, ezen belül a Pseudophasmatidae családjához tartozó nemzetség.

## Rendszerezés
A nemzetségbe az alábbi nemek tartoznak:
- Anisomorpha
- Atratomorpha
- Autolyca
- Columbiophasma
- Decidia
- Monticomorpha
- Neophasma
- Paranisomorpha
- Peruphasma
- Pseudolcyphides
- Xera